# Hakainde Hichilema
Hakainde Hichilema (født 4. juni 1962) er en zambisk forretningsmand og politiker, der siden 24.august 2021 har været Zambias præsident. Efter at have været kandidat ved 5 tidligere præsidentvalg i Zambia uden at vinde i 2006, 2008, 2011, 2015 og 2016, vandt han præsidentvalget i 2021 med over 59 % af stemmerne.

## Tidlig liv og karriere
Hichilema blev født i en landsby i Monze-distriktet i det nuværende Zambia. Han modtog et stipendium til at studere ved University of Zambia og fik i 1986 en bachelorgrad i økonomi og forretningsadministration. Derefter opnåede han en MBA i finans og forretningsstrategi ved University of Birmingham i Storbritannien.
Han fungerede som administrerende direktør for Coopers and Lybrand Zambia (1994–1998) og for Grant Thornton Zambia (1998–2006).

## Politisk karriere
Hichilema er medlem af oppositionspartiet United Party for National Development (UPND), et liberalt politisk parti . Efter Anderson Mazokas død i 2006 blev han valgt som partiets nye formand. Han fungerede også som leder af United Democratic Alliance (UDA), en alliance af tre oppositionspartier.
Ved præsidentvalget i 2006 var Hichilema kandidat for UDA og stillede op mod den siddende præsident Levy Mwanawasa fra Movement for Multiparty Democracy and Patriotic Fronts kandidat Michael Sata. Han blev støttet af den tidligere præsident Kenneth Kaunda. Valget blev afholdt den 28. september 2006, og Hichilema fik tredjepladsen med omkring 25 % af stemmerne.
Hichilema stillede op som UPND-kandidat ved valget i 2008, som blev udskrevet efter præsident Levy Mwanawasa død. Han blev nummer 3 med 19,7 % af stemmerne. I juni 2009 indgik Hichilemas parti, UPND, en pagt med Michael Satas Patriotic Front (PF) om at opstille sammen til valget i 2011. Ubeslutsomhed om pagtens kandidat, dyb mistillid og anklager om stammefavorisering fra begge sider resulterede imidlertid i at pagten brød sammen i marts 2011.
Han var en af de to hovedkandidater ved præsidentvalget i januar 2015, som han tabte med en snæver margin på 27.757 stemmer (1,66 %) til regeringspartiets kandidat, Edgar Lungu. Hichilema afviste valgresultatet som svindel og opfordrede sine tilhængere til at forblive rolige.  Han stod igen over for Lungu som den vigtigste oppositionskandidat ved præsidentvalget i august 2016 og blev igen besejret med en lille margin.
I april 2017 blev han anholdt mistænkt for forræderi og sigtet for forsøg på at vælte regeringen. Han sad i fængsel i 4 måneder, hvorefter tiltalen blev frafaldet.

## Præsidentskab
Hichilema stillede op til præsidentvalget for sjette gang ved valget den 12. august 2021. Han blev erklæret som vinder af valget den 16. august og taget i ed som ny præsident 24. august 2021.

## Anholdelse og forræderi-tiltale
Hichilema blev anholdt den 11. april 2017. Om natten den 11. april 2017 brød det zambiske politi ind i Hakainde Hichilemas bolig for at arrestere landets vigtigste oppositionsleder, beordret af præsident Edgar Lungus regering og sigtet for forræderi, efter at han blev anklaget for bringe præsidentens liv i fare ved at hans bilkortege angiveligt nægtede at vige for den kortege, der transporterede præsident Lungu. Sagen blev af mange betragtet som en mindre trafikforseelse og ikke en, der kunne bære en forræderitiltale. Hichilema benægtede stærkt anklagen, der kunne have givet dødsstraf.

### Politiets forseelse under anholdelse
Politiet brugte overdreven magt for at komme ind i Hichilemas bolig og beskadigede hans hjem og ejendom, tævede alle hans arbejdere, stjal store summer penge foruden sko, højttalere, tæpper og mad fra køkkenet. Der blev brugt tåregas inde i Hichilemas hjem mod Hichilema, hans kone og hans børn.

### Fordømmelse af anholdelsen
Hichilemas arrestation blev bredt fordømt. USA, EU og Europa-Parlamentet fordømte anholdelsen. Africa Liberal Network fordømte anholdelsen som et forsøg fra præsident Lungu på at at gøre oppositionen tavs. De katolske biskopper fordømte stærkt arrestationen og sagde, at Zambia var blevet et diktatur under præsident Edgar Lungu. Julius Malema, lederen af Sydafrikas EFF-parti, beskyldte Zambias præsident Edgar Lungu for apartheid-lignende undertrykkelse ved at tilbageholde Hichilema på en anklage for landsforræderi og kaldte præsident Lungu for en “kujon”. Mmusi Maimane, lederen af Sydafrikas DA-parti, der blev nægtet indrejse i Zambia for at besøge Hichilema i fængslet, fordømte kraftigt anklagerne mod Hichilema.

### Tid i fængsel
Hichilema sagde i et interview med BBC at han i løbet af sin tid i fængsel blev holdt isoleret i otte dage uden mad, vand, lys eller besøg, blev tortureret ved at få sine kønsorganer besprøjtet med peberspray, og anklagede præsident Lungu for at have forsøgt at dræbe ham. 
Hans kone, Mutinta, blev afvist ved fængslet, da hun tog mad med til ham.

### Undtagelsestilstand
Mens Hichilema sad i fængsel, indførte præsident Lungu undtagelsestilstand, et træk kritikere så som et forsøg på at stramme hans greb om magten.

### Protester
Protester som brød ud i Zambia, Sydafrika og Storbritannien krævede frigivelse af Hichilema og fordømte Edgar Lungus autoritære styre og forringede menneskerettigheder i Zambia.

### Frigivelse fra fængslet
Der var festligheder i hele Zambia, da Hichilema blev løsladt fra fængslet den 16. august 2017, og mennesker stillede sig op på Lusakas veje for at få et glimt af Hichilema, da hans bilkortege forlod fængslet.
Den tidligere FN-generalsekretær Kofi Annan lykønskede de zambiske myndigheder for at have droppet forræderianklagerne mod Hichilema og løsladt ham fra fængslet.
Der blev holdt taksigelsesbønner for at fejre Hichilemas løsladelse fra fængslet ved domkirken i Lusaka den 29. august 2017. Hichilema var til stede ved arrangementet, der trak store skarer og blev sendt direkte på tv. Begivenheden var oprindeligt planlagt til at finde sted den foregående uge den 24. august, men blev forhindret af stærkt bevæbnet statspoliti, der lukkede stedet af.
Hichilema blev mere populær efter sin frigivelse og blev tildelt Africa Freedom Award i Johannesburg, Sydafrika. Han blev inviteret til at tale på Catham House i London og blev også inviteret til at tale i Sydafrika af parlamentsmedlemmer fra Democratic Alliance.

### Politiadvarsel i 2020
Den 23. december 2020 modtog Hichilema en advarsel i det zambiske politihovedkvarter i Lusaka for en påstået "sammensværgelse til bedrageri i strid med Zambias straffelovs § 313, kap. 87", vedrørende køb af en ejendom i 2004. Da Hichilema ankom til afhøring, stødte politiet sammen med UPND-tilhængere. I et forsøg på at sprede mængden skød og dræbte politiet angiveligt en statsanklager og en UPND-tilhænger.

## Priser
Hichilema blev tildelt Africa Freedom Award af Friedrich Naumann Foundation for Freedom den 27. oktober 2017 ved en arrangement i Johannesburg, Sydafrika.

## Privatliv
Hichilema er gift med Mutinta og har tre børn. Han er medlem af Syvende Dags Adventistkirken. Hichilema er millionær og den næststørste kvæg-rancher i Zambia.
I december 2014 benægtede han at være frimurer og stemplede folk, der anklagede ham for at være det for ondsindede. Han sagsøgte også biskop Edward Chomba fra den ortodokse kirke for ærekrænkelse, efter at førstnævnte kaldte ham satanist og frimurer.